# Nebo nad Berlinom
Nebo nad Berlinom (Der Himmel über Berlin) je njemačko-francuski film, kojeg je 1987. režirao Wim Wenders. Redatelj se za realizaciju filma djelomično inspirirao pjesništvom Rainera Maria Rilke. Izjavio je da u Rilkeovoj poeziji obitavaju anđeli. Wenders je zamolio austrijskog dramaturga Petera Handkea kod pisanja većine dijaloga. U filmu se, naime, često ponavlja Handkeova poezija Lied vom Kindsein.
Film je prikazan na 40. filmskom Festivalu u Cannesu i dobio je nagradu za najbolju režiju. Redatelj je 1993. realizirao i nastavak ovog filma naslova "Tako blizu, tako daleko!" (In weiter Ferne, so nah!). Američka je filmska industrija učinila i remake filma 1998. pod nazivom "Grad anđela" (City of Angels).

## Radnja
Radnja se odvija u Berlinu u osamdesetim godinama 20. stoljeća neposredno prije kraja hladnog rata. Glavni likovi, dvoje anđela Damiel i Cassiel kreću se gradom kao duhovi, potpuno neprimjetni i nevidljivi stanovnicima Berlina. Njihova je uloga osluškivanje misli prolaznika kako bi upamtili i očuvali kroz vrijeme osjećaje ljudi. Sam film nije samo priča o dvoje anđela, nego priča o prošlosti, sadašnjosti i budućnosti Berlina koja se reflektira kroz razmišljanja glavnih likova. Damiel i Cassiel su besmrtni i vječni i nalazili su se na prostoru gdje je danas Berlin i prije nego što je tamo počeo nicati grad, čak i prije nego što je tamo stigao čovjek.
Među mnogim građanima koje susreću, dvoje anđela zainteresirano prate starca Homera, koji sanja epski spjev mira, za razliku od starogrčkog pjesnika svog imenjaka, koji je bio pjesnik rata. Cassiel prati starca do Potsdamer Platza, najljepšeg gradskog trga prije Drugog svjetskog rata. Umjesto trga, starac nalazi zapušteno i obraslo polje, neku vrstu ničije zemlje, koju presjeca Berlinski zid išaran grafitima.
Damiel i Cassiel su samo promatrači, nisu u mogućnosti djelovati na materijalni svijet. Jedini koji su ih u mogućnosti vidjeti su djeca, koja imaju neiskvaren duh, i bivši anđeli. Jednog dana lutajući gradom Damiel susreće Marion, lijepu i vrlo usamljenu djevojku koja radi kao akrobat u cirkusu. Promatra Marion dok boravi u svom kamperu u sklopu cirkusa, gleda je dok sama pleše i sluša joj misli dok sama šeće gradom. Damiel se prvi put u svojem vječnom postojanju zaljubljuje.
Paralelno s događajima vezanim za dvoje anđela, priča prati Petera Falka, koji u filmu glumi sam sebe. Falk dolazi u Berlin na snimanje filma o Drugom svjetskom ratu. S vremenom doznajemo da je Falk u stvari nekad bio anđeo i da je svojevoljno odlučio napustiti besmrtnost kako bi mogao u potpunosti živjeti ljudski život, a ne samo promatrati ga sa strane.
Nakon kratkog razgovora s Peterom Falkom, Damiel odlučuje postati čovjekom i napustiti svoje duhovno postojanje. Prvi osjećaj kojeg osjeti je bol i crvena boja krvi koja je potekla iz rane na njegovoj glavi: tijekom svog napuštanja besmrtnosti, svog "pada", Damiel se i fizički ranjava. Prvi put u svom postojanju može vidjeti boju. Od ovog trenutka nadalje sam se film počinje prikazivati u boji, za razliku od prethodnog prikazivanja u crno-bijeloj tehnici kojom je redatelj htio prikazati svevremenost anđeoske egzistencije, ali i njihovu nemogućnost osjećanja ljudskih osjećaja. Damiel kao čovjek počinje uživati u svakodnevnim ljudskim osjećajima, u šalici tople kave, u hrani, bojama, mirisima i svemu onom što ljudi uobičajeno percipiraju. Radnja istovremeno prati Cassiela, koji bespomoćno slijedi posljednje trenutke života mladića dok se sprema počiniti samoubojstvo bacanjem s nebodera.
Na posljetku Damiel susreće Marion na koncertu Nicka Cavea i oni počinju razgovarati kao da se oduvijek poznaju. U posljednjoj sceni filma, Marion se nalazi u cirkusu i izvodi svoju akrobatsku točku odjevena u anđela, dok je Damiel ushićeno promatra.

## Likovi
- Damiel (Bruno Ganz) - anđeo koji odlučuje napustiti besmrtnost kako bi mogao živjeti uz osobu koju voli.
- Marion (Solveig Dommartin) - djevojka u koju se Damiel zaljubljuje.
- Cassiel (Otto Sander) - drugi anđeo, koji ostaje u nepromijenjenom stanju besmrtnosti.
- Homer (Curt Bois) - starac.
- Peter Falk - glumi samog sebe.

## Nastanak filma

### Koncept i realizacija
Wim Wenders je osmislio ovaj film neposredno nakon svog povratka u Njemačku. Prethodnih je osam godina proveo u Sjedinjenim Američkom Državama i snimio četiri filma na engleskom jeziku. Redatelj se u onom periodu pripremao za realizaciju jednog drugog filma "Do kraja svijeta", ali je shvatio da neće moći započeti rad na tom filmu barem godinu dana. Odlučio je stoga da u tom vremenskom roku iskoristi resurse i radnike koje je već platio da realizira dugometražni film na svom materinjem njemačkom jeziku i koji će ga približiti svom djetinjstvu. Odlučio je stoga smjestiti radnju u Berlin. Jednom u Berlinu, Wenders je proveo dugo vremena lutajući gradom i bilježio je dojmove pri susretanju s prolaznicima i atmosferu koja je vlada gradom u to doba. Pod utjecajem poezije Rainera Maria Rilke počeo je razmišljati o ideji da glavni likovi filma budu anđeli čuvari.
Iznio je ideju Peteru Handkeu i predložio mu da napiše dijaloge za film. Iako je ideju smatrao zanimljivom, Handke je odbio napisati sve dijaloge, pošto je tek bio završio opsežan književni rad i osjećao se umornim. Djelomično je ipak pomogao Wendersu i napisao je dio dijaloga (Wenders je ubacio u film i jednu Handkeovu poeziju).
Redatelj je odlučio snimiti film u dijelovima Berlina koji su mu bili najdraži. Posebno mu je bilo stalo snimanje scena u Državnoj knjižnici (Staatsbibliothek), ali mu je uprava odbila dati dozvolu, pošto je knjižnica gotovo uvijek otvorena. Velikom upornošću i na nagovor gradonačelnika, Wenders je dobio dozvolu snimanja unutar knjižnice samo nedjeljom ujutro.
Wenders je započeo snimanje filma bez točno određene scenografije i jako je improvizirao tijekom cijele realizacije. Odredio je u grubo scene i mjesta snimanja i koristio je Handkeove dijaloge kao osnovu, a sve su ostalo glumci i sam redatelj izmišljali na licu mjesta. Ova je situacija s jedne strane dala redatelju veliku slobodu izražavanja, ali je stvarala velike tenzije i nezadovoljstva između njega i glumaca. Wenders je izjavio da je često odlazio na spavanje s nadom da će se ujutro probuditi s idejom što učiniti, često je bio toliko zabrinut da je patio od nesanice tijekom cijele realizacije.
Wenders je želio angažirati jednu vrlo poznatu javnu osobu iz Berlina kao glumca u filmu. U početku je kontaktirao Willya Brandta, ali je bivši njemački kancelar kategorički odbio ponudu. Redtelj tada predlaže Peteru Falku sporednu mušku ulogu, koju on nakon nekoliko sastanka prihvaća. Dijelovi filma u kojima se pojavljuje Falk i Curt Bois (Homer) u početku nisu uopće bili planirani, ali Wenders ubrzo shvaća da mu je potreban lik koji će predstavljati bivšeg "palog" anđela koji će pomoći Damielu da donese sudbonosnu odluku. Ova je uloga dodijeljena Peteru Falku, koji se pridružio snimanju sa zakašnjenjem od dva tjedna.
Ulogu starca Homera koju je trebao Glumiti Curt Bois, Wenders je u početku zamislio kao anđela koji živi unutar knjižnice. Handke mu je tada iznio mišljenje da je taj lik potpuno suvišan i zamislio Homera kao starca koji je živio u Berlinu od početka dvadesetih godina i uspona nacizma, preko Drugog svjetskog rata i razaranja grada do izgradnje Berlinskog zida. Homer je stoga postao simbol povijesnog sjećanja Berlina.
Kako bi mogla odglumiti ulogu cirkuske umjetnice Marion, Solveig Dommartin je prošla tromjesečnu obuku u cirkuskim akrobatskim točkama. Sve je akrobatske scene glumica sama izvela, bez zaštitne mreže koja bi smetala snimanju filma i bez ikakve mjere zaštite. Tijekom snimanja došlo je do manje nezgode prilikom koje je glumica pala s visine od pet metara i lakše se ozlijedila, ali je odmah nastavila posao.
Najskuplje scene filma bile su one koje su prikazivale događaje u blizini Berlinskog zida u ničijoj zemlji između istočnog i zapadnog Berlina. Pošto nije bilo moguće dobiti dozvolu snimanja u ničijoj zemlji, između ostalog i zato što je to područje bilo minirano, Wenders se odlučio na rekonstrukciju 150 metara prostora uz Berlinski zid.
U prvim danima snimanja filma, redatelj i kostimograf se još nisu dogovorili kakav će kostim nositi anđeli. Kostimograf je predlagao kostim s krilima ili srednjovjekovni oklop, ali Wenders nije bio zadovoljan. Odlučio se da glumci jednostavno nose kapute kojima su kasnije dodana krila. U samo jednoj sceni vidimo Damiela koji se pojavljuje u Marioninom snu odjeven u oklop, a taj će isti oklop Damiel prodati za nešto novca jednom kad postane čovjek.

### Simboli Berlina
Wenders je odlučio snimati neke od ključnih scena na ili u objektima koji su istinski simboli Berlina, od onih najljepših do onih najdekadentnijih kao prostor oko Berlinskog zida. Tri su karakteristične građevine Berlina koje se pojavljuju u filmu: Berlinska Državna knjižnica (Staatsbibliothek), stup Pobjede s istoimenim kipom na vrhu (Siegessäule) i Berlinski zid. Berlinski je zid često prisutan i u dijalozima glumaca kao npr. Marinova rečenica: "U svakom slučaju nemoguće je izgubiti se (u Berlinu), na kraju se uvijek dolazi do Zida."

### Fotografija
Fotografiju filma je vodio snimatelj Henri Alekan, koji se već proslavio kao snimatelj filma "Ljepotica i zvijer" Jeana Cocteaua.
Alekan je odlučio snimati u boji sve scene koje prikazuju ljudsko viđenje egzistencije, dok je za anđeosko viđenje korištena crno-bijela tehnika. Vrlo je karakteristična jedna od posljednjih scena filma, koja je sva snimana u boji, osim kuta u kadru gdje se nalazi anđeo Cassiel koji ostaje u crno-bijeloj tehnici. Korištenjem crno-bijele tehnike snimatelj je htio dati dojam da je viđenje svijeta anđela svevremensko i esencijalno; oni su u stanju osjetiti osjećaje ljudi, čitati misli i spoznati buduće događaje, ali nisu u stanju osjetiti boju, okuse, mirise i ono što ljudi percipiraju ljudskom osjetilima. Ljudsko je viđenje svijeta prikazano u boji koja simbolizira živost, bogatstvo i trenutnost emocija koju čovjek proživljava, iako je njegovo postojanje kratko.
Wenders nije prvi koji je prikazao postojanje anđela u crno-bijeloj tehnici, a postojanje čovjeka u boji. Prvi film koji je koristio ovu tehniku je A Matter of Life and Death, filmsko djelo iz 1946. redatelja Michaela Powella i Emerica Pressburgera.
U filmu se gotovo nikada ne koriste specijalni efekti. Sam je redatelj priznao da mu je tijekom snimanja bilo teško dati dojam nevidljivosti anđela. Redatelj i snimatelj su nekoliko puta koristili tehniku dvostruke ekspozicije istog dijela filmske trake kako bi učinili anđele poluprozirnima, dajući tako dojam bestjelesnosti. Wenders je ipak vrlo rijetko koristio ovu tehniku i odlučio je da dojam nevidljivosti postignu sami glumci svojim glumačkim sposobnostima.

## DVD
2003. izašla je DVD verzija filma. U posebnom sadržaju DVDa može se naći i komentar filma Wima Wendersa i Petera Falka i niz izbačenih scena. U posljednjoj izbačenoj sceni vidimo da je redatelj u početku odlučio da i drugi anđeo Cassiel postane čovjek. U toj se naime sceni vidi Damiela u društvu s Marion kako se čudi vidjevši Cassiela kako se približava u ljudskom obliku, da bi se odmah zatim oboje počeli glasno smijati.

## Remake
Wendersov je film doživio remake 1998. u američkoj produkciji pod imenom Grad anđela (City of Angels). Radnja se premješta u Los Angeles, a glavni glumci su Meg Ryan i Nicolas Cage. Remake je pričom puno jednostavniji i s manje simbolike, ali je time mnogo izgubio na poetičnosti.

## Vanjske poveznice
- (engl.) "Nebo nad Berlinom" na službenim stranicama Wima Wendersa  Arhivirana inačica izvorne stranice od 16. lipnja 2005. (Wayback Machine)
- (engl.) Intervju s redateljem, snimateljem i glumcima